# Warder Clyde Allee
Warder Clyde Allee (Bloomingdale, 5 giugno 1885 – Gainesville, 18 marzo 1955) è stato uno zoologo ed ecologo statunitense, noto per le sue ricerche nell'ambito del comportamento animale e della protocooperazione, a lui si deve la formulazione del concetto biologico denominato effetto Allee.
Nato nello stato dell'Indiana, si diplomò all'Earlham College nel 1908 e si laureò nel 1912 all'Università di Chicago, lavorando tra il 1910 ed il 1912 come assistente universitario presso la facoltà di zoologia. Tra il 1912 ed il 1921 insegnò in diverse istituzioni universitarie tra cui l'Università dell'Illinois - Urbana-Champaign, la University of Oklahoma ed il Marine Biological Laboratory (MBL) di Woods Hole, Massachusetts. Nel 1921 Allee fece ritorno all'Università di Chicago per diventare professore associato presso la cattedra di zoologia e nel 1928 divenne docente presso la stessa cattedra. Dopo il suo ritiro dall'attività di insegnante universitario nel 1950, Allee continuò le sue ricerche presso l'Università della Florida dove restò fino alla sua morte nel 1955.